# 任正格
任正格（1889年10月18日—1972年3月27日），譜名時韻，學名翱，字正格，亦字振翮，四川省鄰水縣人，民國年間，曾任四川省邛崍縣、德陽縣、岳池縣、西充縣、營山縣知事、安縣縣長。

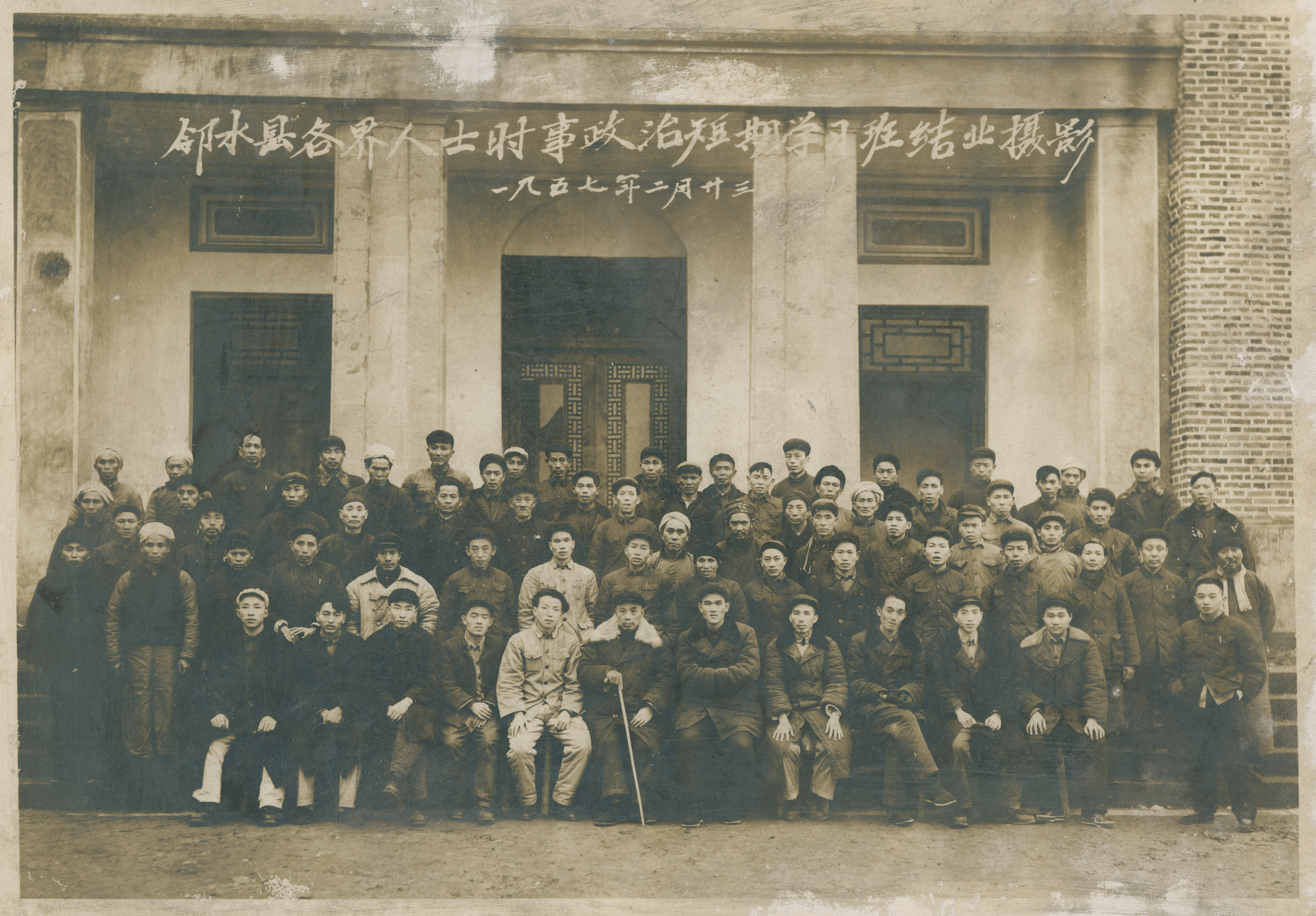
1957年2月23日中柱杖者為任正格，鄰水縣各界人士時事政治短期學習班結業攝影

## 經歷[1][2]
- 光緒十五年己丑九月二十四日（1889年10月18日）酉時，生於鄰水縣九龍場四方井宅。
- 光緒三十一年乙巳（1905年），入順慶師範傳習所內附屬高小。
- 光緒三十二年丙午（1906年），入鄰水縣立高小校。
- 宣統二年庚戌（1910年），入成都中等機器工業學校。
- 宣統三年辛亥（1911年），轉入四川通省法政學校並入同盟會，從事政治改革。
- 民國元年壬子（1912年），上年任鄰水縣立高小校教員兼學監，下年任東路視學員。
- 民國二年癸丑（1913年），赴日本東京入東亞高等預備學校及研數學館，是年畢業。
- 民國三年甲寅（1914年），入日本目白同文書院。
- 民國四年乙卯（1915年），同文書院畢業。
- 民國五年丙辰（1916年），考入日本東京高等師範學校。
- 民國六年丁巳（1917年），被舉為全國留日學生代表。
- 民國七年戊午（1918年）五月，留日學生全體反對國務總理段祺瑞與日本政府締結之軍事秘密協約，被舉為請願代表，遂歸國向總統及國務院各當道請求廢止此約，七月仍返日本繼續求學，被舉為高師留日四川同窗會會長。
- 民國八年己未（1919年），被舉為留日學生總會文事委員會編輯長，四川同鄉會會長，留日四川官費生聯合會代表。
- 民國九年庚申（1920年）年四月，被舉為中華民國留日學生總會會長，九月被舉為中國北五省旱災救濟會總幹事，并入東京日本大學大學部政治科。
- 民國十年辛酉（1921年），任日本東京電文社雜誌部漢文編輯主任，三月高師教育行政科畢業，旋入教育專攻科，八月歸國，任成都國立高等師範學校教育學教授兼附屬中學校主任。
- 民國十一年壬戌（1922年），仍供前職，六月兼任國立成都高師教務長兼代校長，八月辭去兼職仍供前職，十月兼代西南公學校長。
- 民國十二年癸亥（1923年），兼任成都第一女子師範學校高等部教授。
- 民國十三年甲子（1924年），兼任省立第一師範學校及甲種工業學校教授並任四川陸軍第二軍司令部秘書，旋改任督理四川軍務善後事宜公署秘書、四川省長公署新學制教育委員會委員並顧問，八月復奉四川省長公署照會為國立成都高等師範學校長，鄧省長並電北京教育部轉請大總統簡任，旋辭未就並辭高師教職，任四川通省團練總局總務科科長及四川通省團練傳習所教官。
- 民國十四年乙丑（1925年），任四川通省團練總局總參事，署理邛崍縣知事，後調署德陽縣知事，下年四川陸軍十一混成旅照會為旅部顧問兼秘書，署理岳池縣知事。
- 民國十五年丙寅（1926年）春，調充十一師代表，五月公畢，復任岳池縣知事，六月辭職，任由十一師照會為師部顧問兼秘書，冬月復委西充縣知事，後改調營山縣知事。
- 民國二十一年（1932年），應劉文輝之邀，任西康建省委員會保衛科長兼川軍二十四軍顧問科長。
- 民國二十七年（1938年），應四川省十三行政督察區專員鍾體道（原川軍第三師師長）邀，出任綿陽專署視察員，後為視察科長。
- 民國二十八年（1939年），派任安縣代縣長。
- 民國三十年（1941年），被委任安縣縣長兼任安縣特種委員會主任、田賦管理處處長、優待管理委員會主任、購糧財務辦事處處長、勸儲支會主任、在鄉軍官會會長和安縣護防團團長等職。
- 民國三十三年（1944年）冬，辭職回鄉。
- 民國三十四年（1945年），鄰水縣參議會成立時，被推選為縣參議員及參議會特種審查委員會委員，並受參議會委派赴省請願。
- 民國三十六年（1947年），受聘出任鄰水縣修志館館長，于三十七年冬完成全志45卷820余萬字的《鄰水縣誌》編纂完結（未付印，現存37卷），為鄰水的政治、經濟、歷史、文化、風土民情作了詳細的記載，為後人提供了有價值的史料。
- 民國三十七年（1948年）四月，參加戡亂建國委員會並任地方自治促進會理事長。
- 1950年4月，出席鄰水縣第一屆各界人民代表會議。同年十月，在第二屆名界人民代表會議上當選為主任委員駐會，同時被推薦為川東區政治協商委員會委員，至1953年1月第六屆各界人民代表會議仍為主任委員、副主任委員（後稱副主席）。
- 1951年，任鄰水縣鎮反委員會主任委員，鄰水縣紅十字會會長。
- 1952年，任抗美援朝鄰水分會副主任。
- 1953年第一次普選時起至1965年，當選為鄰水縣第一、二、三、四、五、六屆人民代表大會代表。
- 1954年、1958年和1963年三次當選為四川省第一、二、三屆人民代表大會代表。
- 1956年12月起至1965年12月，當選為鄰水縣五次人民委員會副縣長。
- 1972年3月27日，因病去世，終年八十三歲。

## 著作
- 《鄰水任氏宗譜》，民國十七年二月，營山求精石印社印刷
- 《鄰水縣誌》，民國三十七年，未刊
- 「鄰水縣辛亥反正經過的回憶」，任正格，中國人民政治協商會議四川省委員會四川省省志編輯委員會.《四川文史資料選輯》第2輯